# Hôpital universitaire pour les enfants à Belgrade
L'hôpital universitaire pour les enfants (en serbe cyrillique : Универзитетска дечја клиника ; en serbe latin : Univerzitetska dečja klinika) est une institution de santé située à Belgrade, la capitale de la Serbie, dans la municipalité urbaine de Savski venac. Construit entre 1936 et 1940, il est inscrit sur la liste des biens culturels de la Ville de Belgrade.

## Présentation
L'hôpital, situé 10 rue Tiršova et 13 rue Pasterova, a été construit sur des plans de l'architecte Milan Zloković entre 1936 et 1940 pour accueillir une clinique pour les enfants qui soit une institution indépendante. Cette clinique a été fondée en 1924, juste après la création de l'École de médecine de Belgrade, et des bâtiments furent conçus pour accueillir l'institution.
L'architecture de l'ensemble relève du style moderniste.